# Dee Dee Pierce
Dee Dee Pierce, auch DeDe Pierce, eigentlich Joseph De Larois Pierce, (* 18. Februar 1904 in New Orleans; † 23. November 1973 ebenda) war ein Trompeter und Vokalist des New Orleans Jazz.
Pierce spielte in Brass Bands (wie der D´Jalma Garnier Brass Band, die er nach dem Tod von Garnier leitete), hatte 1927 bis 1932 mit dem Schlagzeuger Arnold Du Pas ein Quartett und tourte 1933 mit Paul Barnes.
1935 heiratete er die Pianistin Billie Pierce, mit der er eigene Bands leitete. In den 1950er Jahren war ihr Ensemble Hausband in Luthjen´s Dance Hall und er spielte mit ihr in den 1960er-Jahren in der Preservation Hall Jazz Band, mit der sie 1967 auch in Deutschland tourten und 1968 in New York spielten.
Pierce spielte auch mit George Lewis, begleitete Ida Cox und war in der Young Tuxedo Brass Band. 1951 spielte er in der Silver Leaf Brass Band. Er erblindete in den 1950er Jahren und zog sich danach eine Weile zurück, war dann aber wieder als Musiker aktiv.